# Moments (Emma Muscat)
Moments è il primo EP della cantautrice maltese Emma Muscat, pubblicato il 6 luglio 2018.

## Tracce
1. I Need Somebody – 3:12
2. Moments – 3:14
3. Without You – 3:54
4. Dead Man Walking – 3:24
5. Fake Bitches – 3:14
6. Alone – 3:17

## Classifiche
| Classifica (2018) | Posizione massima |
| ----------------- | ----------------- |
| Italia            | 3                 |